# Stephanocoenia intersepta
Stephanocoenia intersepta es la única especie de coral del género Stephanocoenia, de la familia Astrocoeniidae, orden Scleractinia.
Este género se encuadra en los corales hermatípicos, que tienen algas zooxantelas y son constructores de arrecifes. 

## Morfología
Las colonias alcanzan los 30 cm. Masivas e incrustantes, usualmente forman lomas achatadas o costras, cuando crecen en lagunas y aguas someras. También adoptan formas semi esféricas, si se desarrollan en zonas de fuerte oleaje.
Los septa están limpiamente dispuestos en dos órdenes alternos, y no se fusionan con la columela. Palus y columela están bien desarrollados. Los coralitos de los pólipos están interconectados, y recubren la totalidad de la superficie de la colonia.
Tentáculos generalmente extendidos tanto de día como de noche, y su color es más oscuro que el del coenesteum circundante. Si se toca la colonia, los tentáculos se retraen rápidamente y el color de la colonia palidece.
Los tentáculos presentan unas células urticantes denominadas nematocistos, empleadas en la caza de presas microscópicas de plancton. Su coloración varía del marrón al verde, pasando por el amarillo. 

## Alimentación
Los pólipos contienen algas simbióticas; mutualistas (ambos organismos se benefician de la relación) llamadas zooxantelas. Las algas realizan la fotosíntesis produciendo oxígeno y azúcares, que son aprovechados por los pólipos, y se alimentan de los catabolitos del coral (especialmente fósforo y nitrógeno). Esto les proporciona entre el 75 y el 95% de sus necesidades alimenticias. El resto lo obtienen atrapando plancton microscópico y materia orgánica disuelta del agua.

## Reproducción
Se reproducen tanto asexualmente, por gemación, como sexualmente, liberando gran cantidad de esperma y huevos a la columna de agua, donde, una vez producida la fertilización, las larvas planctónicas deambulan por el agua arrastradas por las corrientes, antes de metamorfosearse en pólipos. Posteriormente se fijan al sustrato y comienzan a secretar carbonato de calcio para conformar su esqueleto, o coralito. A continuación se reproducen por gemación y se va conformando una nueva colonia.

## Hábitat
Se ubican en casi todos los hábitats del arrecife, las formas incrustantes predominan en zonas superficiales, entre 5 y 15 m, en lagunas y aguas turbias, mientras que las formas semi esféricas se dan en arrecifes exteriores, canales y lagunas profundas, entre 10 y 20 m.
Su rango de profundidad es entre 1 y 100 m de profundidad, aunque se reportan localizaciones entre 0 y 104 m, y en un rango de temperatura entre 19.81 y 28.03 °C.

## Distribución geográfica
Su distribución geográfica comprende el Atlántico oeste tropical, el Caribe, Golfo de México, Florida, Bahamas, Bermudas y Brasil.
Es especie nativa de Anguila; Antigua y Barbuda; Bahamas; Barbados; Belice; Bermuda; Bonaire (Saba, Sint Eustatius); islas Caiman; Colombia; Costa Rica; Cuba; Curaçao; Dominica; República Dominicana; Estados Unidos; Granada; Guadalupe; Haití; Honduras; Jamaica; México; Montserrat; Nicaragua; Panamá; Saint Barthélemy; San Kitts y Nevis; Santa Lucía; Saint Martin (parte francesa); San Vicente y las Granadinas; Sint Maarten (parte holandesa); Trinidad y Tobago; islas Turks y Caicos; Venezuela e islas Vírgenes Británicas.

## Galería

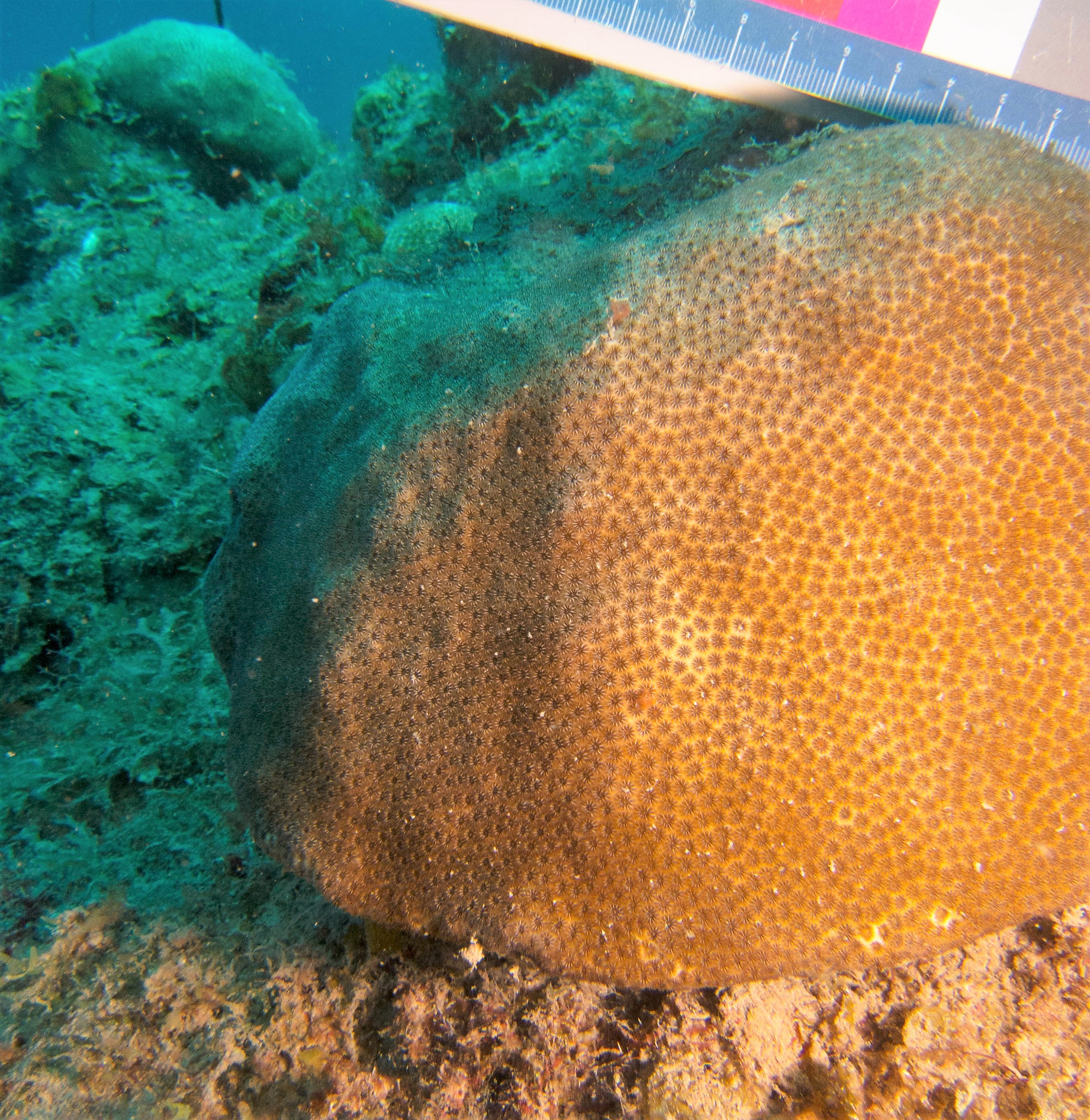
S. intersepta en Curaçao
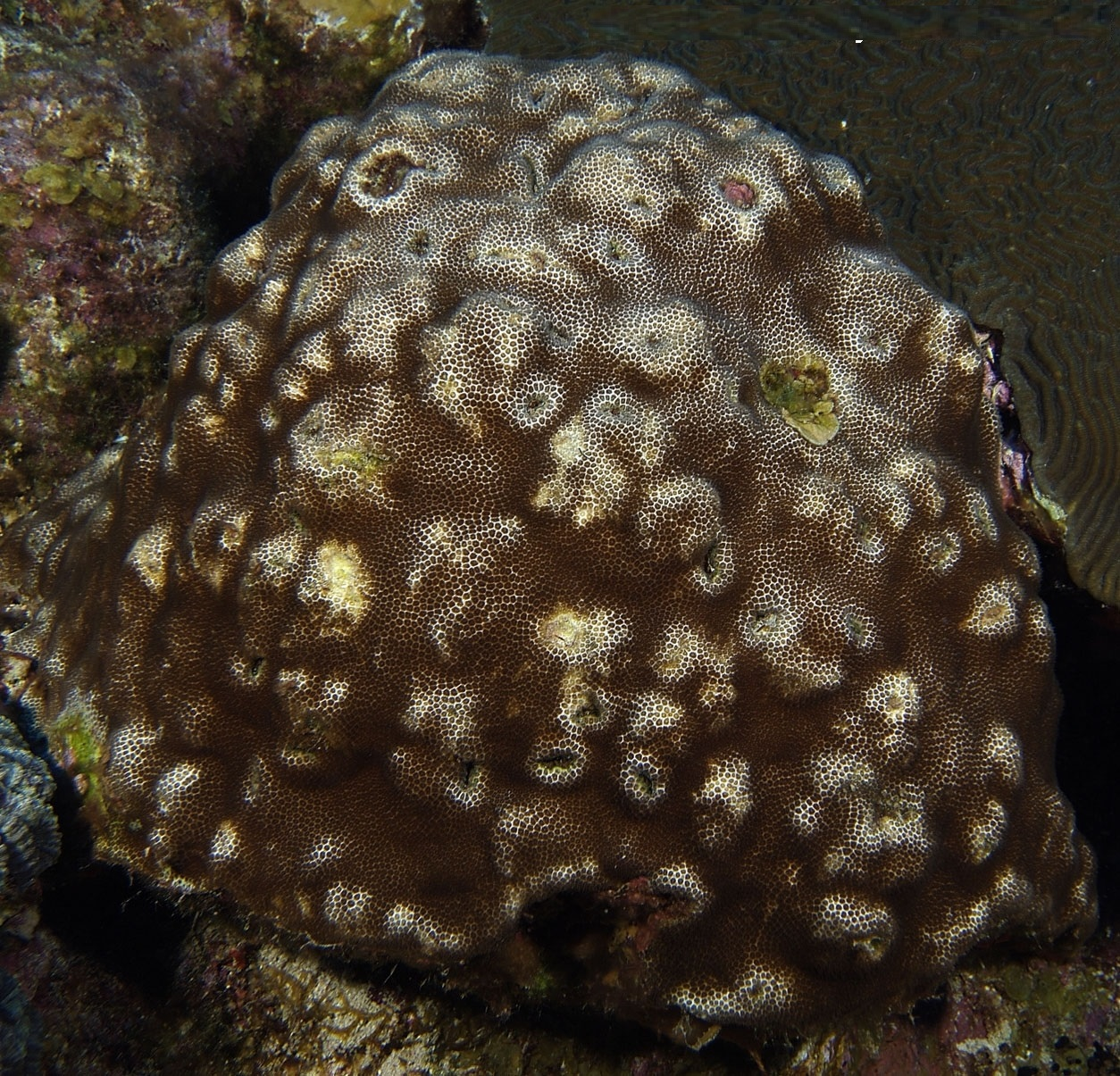
S. intersepta en Florida, EE.UU.
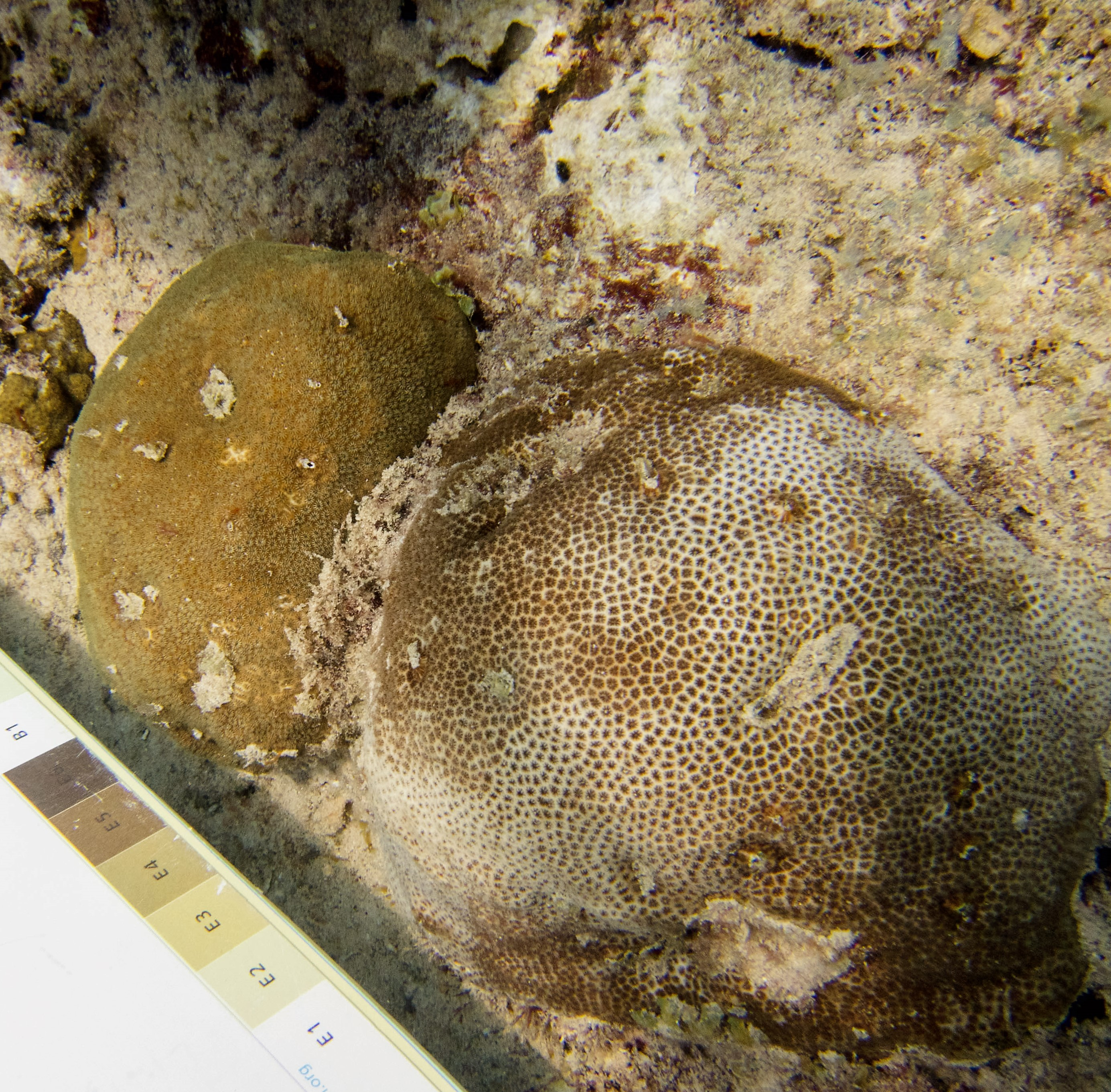
En Curaçao
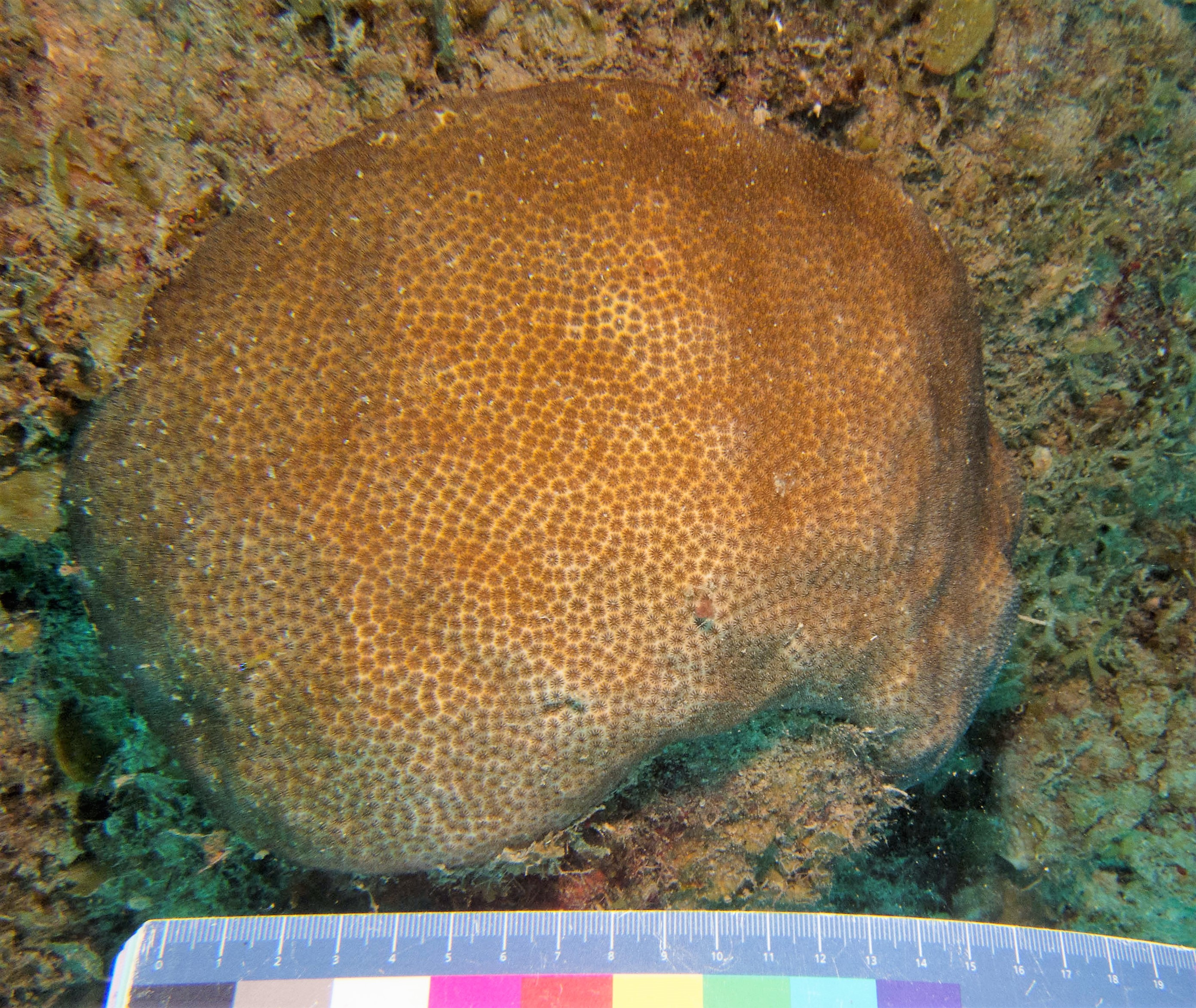
Forma semiesférica en Curaçao
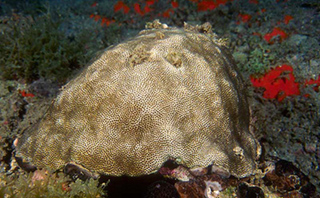